# OR9Q2
OR9Q2 (англ. Olfactory receptor family 9 subfamily Q member 2) – білок, який кодується однойменним геном, розташованим у людей на 11-й хромосомі. Довжина поліпептидного ланцюга білка становить 314 амінокислот, а молекулярна маса — 35 363.
| 10         |  | 20         |  | 30         |  | 40         |  | 50         |
| ---------- |  | ---------- |  | ---------- |  | ---------- |  | ---------- |
| MAERNYTVVT |  | EFFLTAFTEH |  | LQWRVPLFLI |  | FLSFYLATML |  | GNTGMILLIR |
| GDRRLHTPMY |  | FFLSHLSLVD |  | ICYSSAIIPQ |  | MLAVLWEHGT |  | TISQARCAAQ |
| FFLFTFFASI |  | DCYLLAIMAY |  | DRYTAVCQPL |  | LYVTIITEKA |  | RWGLVTGAYV |
| AGFFSAFVRT |  | VTAFTLSFCG |  | NNEINFIFCD |  | LPPLLKLSCG |  | DSYTQEVVII |
| VFALFVMPAC |  | ILVILVSYLF |  | IIVAILQIHS |  | AGGRAKTFST |  | CASHLTAVAL |
| FFGTLIFMYL |  | RDNTGQSSEG |  | DRVVSVLYTV |  | VTPMLNPLIY |  | SLRNKEVKEA |
| TRKALSKSKP |  | ARRP       |  |            |  |            |  |            |

A: Аланін

C: Цистеїн

D: Аспарагінова кислота

E: Глутамінова кислота

F: Фенілаланін

G: Гліцин

H: Гістидин

I: Ізолейцин

K: Лізин

L: Лейцин

M: Метіонін

N: Аспарагін

P: Пролін

Q: Глутамін

R: Аргінін

S: Серин

T: Треонін

V: Валін

W: Триптофан

Кодований геном білок за функціями належить до рецепторів, g-білокспряжених рецепторів, білків внутрішньоклітинного сигналінгу. 
Локалізований у клітинній мембрані, мембрані.